# This Is England (canção)
"This is England" (em português:  Esta é a Inglaterra) é uma canção da banda de punk rock britânica The Clash, lançada como primeiro e único single do álbum Cut the Crap em setembro de 1985. Foi o último single lançado pelo grupo, em sua encarnação final composta por Joe Strummer, Paul Simonon, Nick Sheppard, Pete Howard e Vince White.

## Letra
Escrita no final de 1983, a canção é sobre o estado da Inglaterra na época, uma variante mais focada de "Straight to Hell", misturada com um refrão clamando o povo inglês a um sentimento de identidade nacional.
A canção faz uma lista precisa dos problemas da Inglaterra em meados de 1984, tratando da violência nos centros das grandes cidades (especialmente com facas), da alienação urbana, a vida em council houses, a taxa elevada de desemprego, a derrocada da indústria de motocicletas na Inglaterra, uma frente fria do Atlântico Sul havia matado centenas de jovens ingleses durante o inverno, racismo e corrupção policial, assim como dois temas comuns para os compositores de esquerda da época: a Guerra das Malvinas e o consumismo, que havia tornado muitos ingleses subservientes.
No livro The Complete Clash, Keith Topping diz que a voz esganiçada no início da música era a voz de uma criança, mas de fato se trata de um comerciante gritando "quatro flanelas de rosto por uma libra, três toalhas de chá por uma libra".

### Mudança de compositores
Quando a canção foi inicialmente lançada como single, foi creditada como composição de "The Clash" (tecnicamente "Strummer & Co."), entretanto, quando Cut the Crap foi lançado, o crédito foi alterado para Joe Strummer e o empresário Bernie Rhodes, assim como todas as outras faixas do álbum; até agora, nenhuma explicação foi dada para tal alteração. Todas os relançamentos posteriores e o livro de Topping creditam a canção para "Strummer/Rhodes".

## Recepção
Ao contrário do álbum, que ainda hoje é alvo de críticas e mesmo de ridicularizações, a canção é elogiada. Strummer a descreveu como a "última grande canção do Clash". Numa pesquisa feita pela revista Uncut sobre as 30 melhores canções da banda, a canção apareceu na trigésima posição.
Entretanto, quando o single foi lançado, as críticas foram muito mais negativas, sintonizadas com a reação geral a Cut the Crap. Gavin Martin da revista NME declarou que "Strummer carrega todos os sinais do roqueiro envelhecido em estado avançado de senilidade".
No mesmo ano de seu lançamento original, o single foi relançado no formato de disco de vinil de 12 polegadas com uma capa diferente e uma faixa adicional no lado dois, "Sex Mad Roar".
Inicialmente, o Clash e outros tentaram ignorar a última encarnação da banda. Assim sendo, "This Is England" não é incluída no álbum The Singles, a discografia da banda termina em "Should I Stay or Should I Go / Straight to Hell" na compilação Clash on Broadway e o documentário Westway to the World de Don Lett ignora completamente o período, dando a impressão de que o Clash acabou assim que Mick Jones deixou o grupo.
Isto mudou, entretanto, com o lançamento de The Essential Clash em 2003, que incluía "This Is England" como sua faixa final, fazendo desta a primeira compilação da banda a reconhecer uma canção do período. É possível que a morte de Strummer durante a produção do álbum possa ter influenciado na decisão de incluir a canção, apesar de que isto nunca tenha sido confirmado oficialmente por qualquer pessoa envolvida no álbum.
O single foi relançado em CD como décimo nono disco de The Clash's Singles Box em 2006, acompanhado por uma recriação fiel da obra de arte do compacto original e a faixa extra "Sex Mad Roar", presente no single original de 12 polegadas (30 centímetros). A canção também aparece na coleção The Singles, de 2007.
Uma segunda versão da canção, chamada simplesmente de "mix alternativo" ou "dub mix", existe e pode ser encontrada nos álbuns bootlegs Clash On Broadway Disc 4 e If Music Could Talk, respectivamente. Esta versão não inclui as amostras de som acrescentado por Bernie Rhodes, apresentando um som muito mais "enxuto".

### Desempenho nas paradas
| Tabela (1985)       | Maior posição |
| ------------------- | ------------- |
| UK Singles Chart    | 24            |
| Irish Singles Chart | 13            |